# Vigh Előd
Vigh Előd (Budapest, 1976. augusztus 13. –) országos bajnok magyar tornász.

## Életrajza

### Tanulmányai
1982-ben kezdte meg tanulmányait a Mester u. 19. Általános Iskolában. 1994-ben érettségizett a Nagy László Gimnáziumban, ekkor nyerte el a gimnázium "Jó tanuló – Jó sportoló" vándorserlegét.

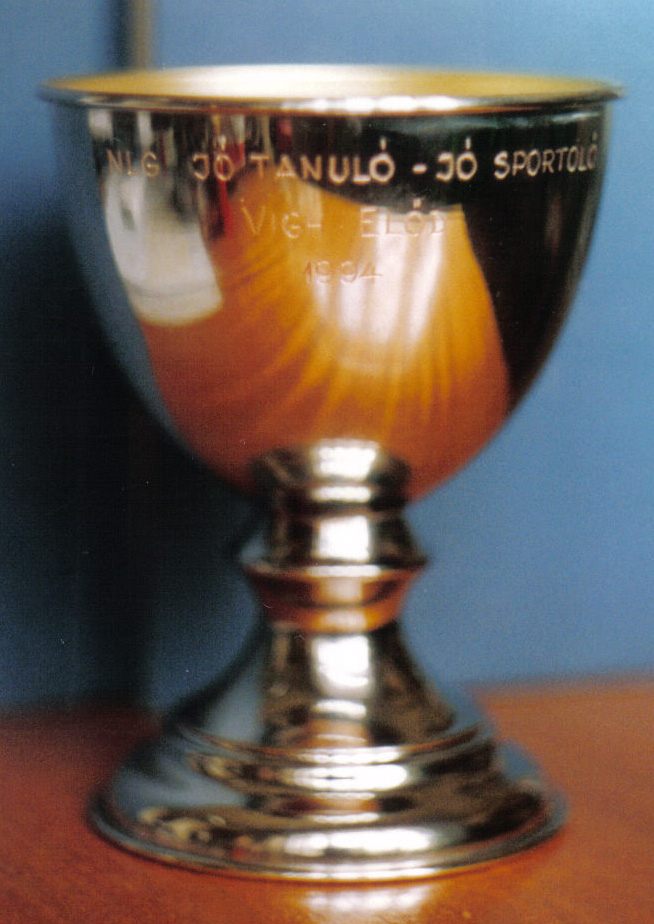

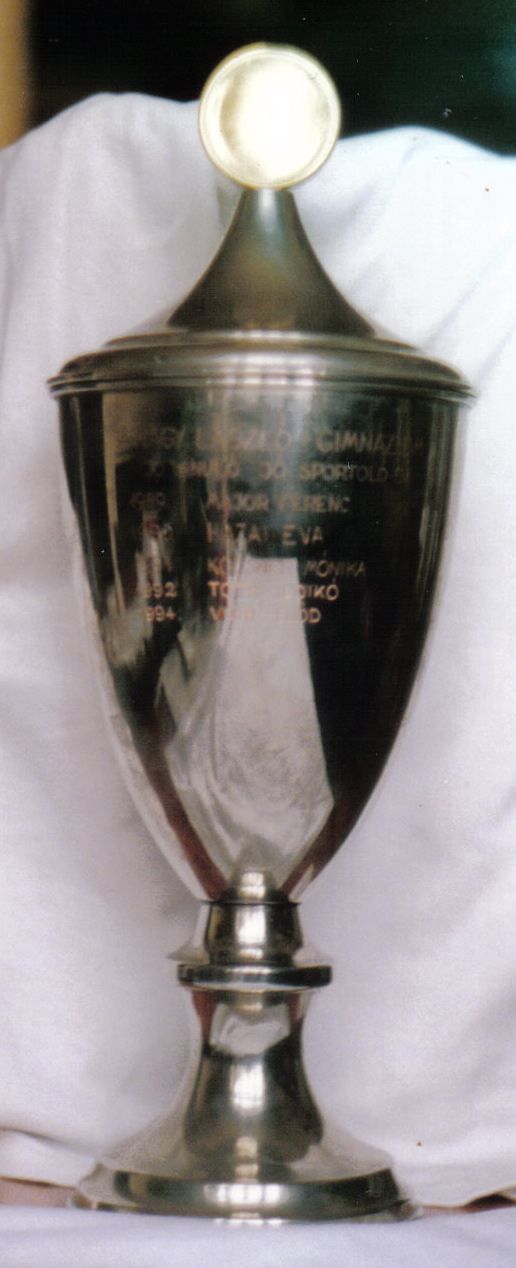

2001-ben diplomázott a Nyugat-magyarországi Egyetemen.

### Sportpályafutása
1982-ben kezdett el versenyszerűen sportolni az FTC tornaszakosztályán. 1983-ban az iskolai tornacsapattal a Kisdobosolimpián 2. helyezést ért el. A következő három évben 1984 1985 1986-ban szintén tagja volt az iskolai tornacsapatnak, amely mindháromszor 1. helyezést ért el. 1986-ban az úttörőolimpián induló iskolai tornacsapatnak is tagja volt, amely 5. helyezést ért el. 1988-ban serdülő I. osztályban egyéni összetett országos bajnok lett. 1989-ben Debrecenben rendezett diákolimpia országos döntőjén egyéni összetettben 2. helyezést ért el. 1990-ben a diákolimpia budapesti elődöntőjén 1. helyezést ért el összetettben és mindhárom (talaj, gyűrű, ugrás) szeren is, így a verseny abszolút győztese lett. A Kalocsán rendezett országos döntőn összetettben 2. helyezett lett. 1990-ben átigazolt a Bp. Honvéd egyesületéhez. 1994-ben fejezte be elsőosztályú versenyzői pályafutását. 2004-ben a XI. Old Boys és Old Girls Tornászversenyen a Vighek csapatában indult Zoltán, Ákos testvéreivel és Dr. Molitorisz Dániellel együtt. A csapat I. korcsoportban 2. helyezést ért el. Egyéniben 10. helyezést ért el. 2005-ben a XII. Old Boys és Old Girls Tornászversenyen szintén a Vighek csapatában indult.  A csapat I. korcsoportban 1. helyezést ért el. A csapat tagjai Vigh László, Vigh Zoltán, dr. Molitorisz Dániel és Vigh Előd voltak. Egyéni összetettben 6. helyezést ért el.

## Családja
Nős, felesége Zlinszky Judit. Két fiúgyermek (Farkas, András) és két lánygyermek  (Piroska, Katinka) édesapja. Szülei Vígh László mesteredző és Ferenczi Ilona testnevelő, edző, vezetőtanár. Testvérei Laci, Zoli, Ákos és Réka.